# 山梨県道416号折門古関線
山梨県道416号折門古関線（やまなしけんどう416ごう おりかどふるせきせん）は、山梨県南巨摩郡身延町を起点・終点とする一般県道である。

## 概要

### 路線データ
- 起点：山梨県南巨摩郡身延町折門
- 終点：山梨県南巨摩郡身延町瀬戸（信号無交差点＝山梨県道404号古関割子線交点）

## 通過する自治体
- 山梨県南巨摩郡身延町

## 交差・接続する道路
- 山梨県道404号古関割子線（南巨摩郡身延町瀬戸・信号無交差点）